# آرتور اچ روزنفلد
آرتور اچ روزنفلد (انگلیسی: Arthur H. Rosenfeld؛ زاده ۱۹۲۶) یک فیزیک‌دان اهل ایالات متحده آمریکا است.